# Brachyopa plena
Brachyopa plena är en tvåvingeart som beskrevs av Collin 1939. Brachyopa plena ingår i släktet savblomflugor, och familjen blomflugor. Inga underarter finns listade i Catalogue of Life.